# 태풍 에위니아 (2006년)
태풍 에위니아(EWINIAR)는 2006년 북서태평양에서 3번째로 발생한 태풍으로, 2006년 7월 10일부터 7월 11일까지 한반도에 상륙하여 피해를 준 태풍이다.
‘에위니아(Ewiniar)’라는 이름은 미크로네시아 연방에서 제출한 이름으로, 추크 제도에서 전해오는 전설 속 폭풍의 신의 이름이다. 같은 이름의 2000년 제9호 태풍은 ‘이위냐’로 표기했으나, 2004년 국립국어연구원에 의해 표기법이 달라진 뒤로 ‘에위니아’로 표기하고 있다.

## 발생과 진로

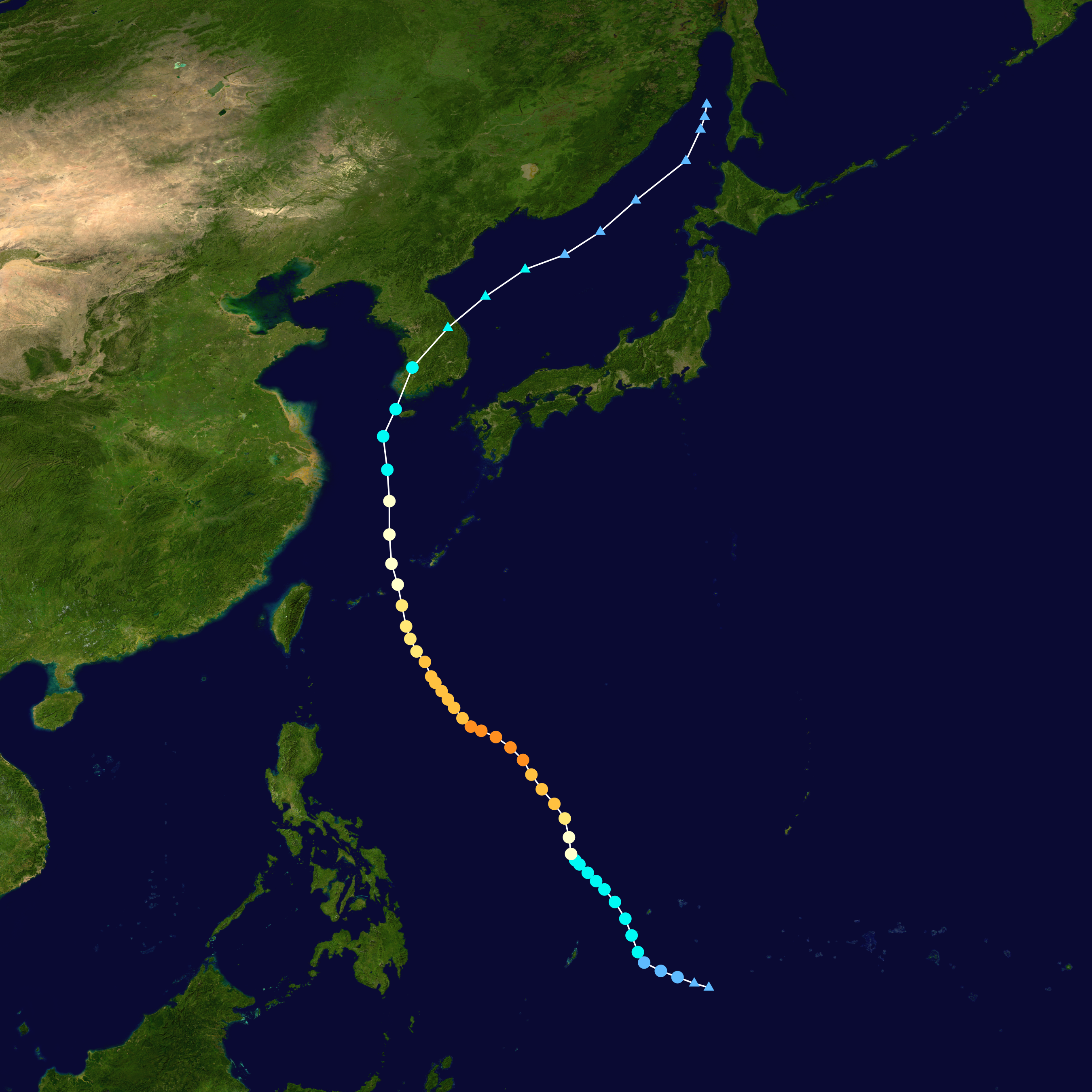
태풍 에위니아의 경로

태풍 에위니아는 7월 1일 오전 3시에 미국 괌 남서쪽 약 1010 km 부근 해상(북위 7.6도, 동경 137.8도)에서 발생했다. 발생 후에는 북북서쪽으로 이동하면서 서서히 발달했다. 7월 4일 오후 9시에는 중심 기압 930 hPa, 최대 풍속 50 m/s의 매우 강한 태풍으로 발달했다. 이후에는 태풍의 세력이 조금씩 약해지면서 7월 8일 밤부터 북쪽으로 이동하기 시작했고, 대한민국 목포 남쪽 약 120 km 부근 해상에 위치했던 7월 10일 오전 9시에는 강도 '중'인 중심 기압 975 hPa, 최대 풍속 31 m/s로 약해졌다.
당초 태풍은 황해를 따라 북상한 뒤, 백령도 부근을 지나쳐 한반도의 북부 지방에 상륙할 것으로 예상이 되었으나, 태풍은 예상 진로보다 조금 더 동쪽으로 꺾여서 7월 10일 새벽 전라남도 진도군 해안에 상륙했다. 이렇게 예상 진로와 실제 진로가 달리 나타난 까닭은 중국 쪽에서 편서풍이 강하게 불어왔고, 북태평양 고기압이 동쪽으로 수축하자 태풍이 이를 따라 동쪽으로 휘어서 진출했기 때문이다. 태풍은 북태평양 고기압의 가장자리를 따라 북상하는 특성이 있다. 이로 인해 예상보다 빨리 육지에 상륙하게 되었고, 수증기를 공급받지 못해 7월 10일 밤, 강원도 홍천군 부근에서 소멸되었다.

## 피해 상황
이 태풍은 7월 10일 한반도에 상륙하면서 대한민국에 피해를 입혔다. 한반도에 태풍이 직접 상륙한 것은 2003년의 태풍 매미 이후로 3년 만의 일이었다.
태풍 자체의 피해는 그리 크지 않은 수준이지만, 태풍 상륙 전후로 장마와 집중호우가 동반되며 큰 피해가 발생했다. 실제로 태풍 상륙 전인 7월 8일부터 7월 9일까지 발생한 집중호우로 한반도 남부 지방에 100~200 mm의 비가 내렸고, 7월 11일부터 7월 13일까지 발생한 집중호우 때는 서울특별시·경기도와 강원도 지방에 많은 비가 내렸다. 태풍 통과 시에는 남해군과 거제시 등 남부 지방에 200 mm 이상의 비가 집중되었다.
아래는 태풍 자체에 의해 발생한 인명 피해와 이재민 수이다.
- 인명 피해 : 사망 40명[2]
- 이재민 수 : 1,009세대 2,481명[2]

아래는 태풍 에위니아를 포함하여 7월 9일부터 7월 29일까지 발생한 집중호우로 인하여 발생한 재산 피해액이다.
- 재산 피해 : 1조 8344억 원[3]

이같은 피해로 인해, 대한민국 정부는 큰 피해를 입은 39개 시·군 지역(1차 18개, 2차 21개)에 특별재난지역을 선포했다. 태풍 피해로 인해 특별재난지역으로 선포된 지역은 11곳이고, 집중호우 피해로 인해 특별재난지역으로 선포된 곳은 7곳이다. 후에 21곳이 특별재난지역으로 추가 선포되었다.
- 태풍 피해로 인해 특별재난지역으로 선포된 지역(2006년 7월 18일 선포)[4]

경남 진주시·의령군·고성군·남해군·하동군·산청군·함양군·합천군, 경북 경주시, 울산 울주군, 전남 완도군
| 순위 | 발생일      | 태풍명        | 재산 피해액 (억원) |
| ---- | ----------- | ------------- | ------------------ |
| 1위  | 0215        | 루사          | 51,479             |
| 2위  | 0314        | 매미          | 42,225             |
| 3위  | 0603        | 에위니아      | 18,344             |
| 4위  | 2211        | 힌남노        | 17,978             |
| 5위  | 9907        | 올가          | 10,490             |
| 6위  | 1214 / 1215 | 덴빈 / 볼라벤 | 6,365              |
| 7위  | 9507        | 재니스        | 4,563              |
| 8위  | 8705        | 셀마          | 3,913              |
| 9위  | 1216        | 산바          | 3,657              |
| 10위 | 9809        | 예니          | 2,749              |

## 같이 보기
- 태풍 마이삭 (2020년)
- 태풍 카눈 (2023년)